# Кирило I (митрополит Київський)
Кирило I – православний церковний діяч XIII ст., митрополит Київський і всієї Руси з 1224 до 1233 року. За походженням, ймовірно, він був греком з Нікеї (малоазійське місто, де на той час перебував Константинопольський патріарх у вигнанні). За літописним свідченням, новий митрополит «був учителен зело і хитр ученью божественных книг» тобто вирізнявся високим рівнем богословської та літургійної освіти. Інформації про його раннє життя та освіту збереглося мало: до обрання він, найімовірніше, був чернецем або ігуменом у Константинопольському патріархаті (Нікеї).

## Плутанина з порядковим номером
У Києво-Софійському пом'яннику, яким користувався Захарія Копистенський при складанні списку митрополитів у своїй «Палінодії», згадується митрополит Кирило. Цей же Кирило присутній і в московських списках митрополитів — зокрема, у «Ніконівському літописі» та в рукописі з Волоколамська, що зберігався в бібліотеці Московської духовної академії. Жодні роки його служіння чи життя там не зазначено. Крім того, згідно з пізнішим Густинським літописом, митрополит Кирило був русином, а не греком. Ці пізні згадки стали підставою для припущення, що в домонгольський період могло бути два митрополити з іменем Кирило. У XIX столітті з'явилася гіпотеза, що митрополит Кирило I обіймав Київську кафедру між 1039 і 1051 роками — тобто після митрополита Феопемпта (згадується в 1039 р.) і до митрополита Іларіона (поставлений у 1051 р.). Відповідно, митрополит Кирило, поставлений у 1224 році, був названий Євгеном Голубинським Кирилом II. Однак ще до революції в Російській імперії більшість дослідників, як зазначено в «Православній богословській енциклопедії», вважали ці дані ненадійними і не визнавали існування першого Кирила. Цю ж думку підтверджують укладачі Енциклопедії історії України.

## Призначення митрополитом
Після смерті попереднього митрополита Матвія (помер 1220 року) київська митрополія залишалася без предстоятеля понад чотири роки. У 1224 році Константинопольський патріарх Герман II посвятив Кирила у митрополити Руси. Наприкінці 1224 року Кирило прибув до Русі у супроводі руського посольства, але лише 6 січня 1225 року урочисто вступив на митрополичу кафедру в Софійському соборі Києва. Канонічність призначення київського митрополита в Нікеї піддавалася на Русі сумнівам, про що свідчить тривале вакантне становище кафедри. З іншого боку, це призначення відновило зв’язок церкви Руси з Константинопольським патріархатом (який перебував у вигнанні в Нікеї після 1204 р.). Таким чином, Кирило став першим достеменно відомим митрополитом Русі, висвяченим в Нікеї під час латинської окупації Константинополя. Через те, що легітимність Константинопольського патріарха який знаходився у вигнанні в Нікеї піддавалась сумнівам, в деяких списках митрополитів не зазначався.

## Церковна діяльність
З моменту обрання Кирило І активно працював над укріпленням церковної дисципліни та організації церковної ієрархії. За літописами, він взяв участь у складанні «Правила» – соборного постановлення проти залишкових поганських звичаїв (язичницьких ігор і кулачних боїв). У авторській «Науці до попів» вірогідно відбились його погляди на суворе духовне життя кліру (однак сучасні дослідники вважають його авторство сумнівним). Намагаючись подолати конфлікт між Церквою та світською владою навколо питання про інвеституру (право призначати на церковні посади), що тривав з кінця XII сторіччя, провів два церковні собори – у березні 1227 у Владимирі на Клязьмі (нині м. Владимир, РФ) та у квітні 1231 у Києві. Ці собори категорично заборонили висвячувати рабів у священничеський сан, а також наклали заборону на втручання князів у церковну юрисдикцію. В умовах удільної роздробленості Русі це мало забезпечити єдність Церкви і її незалежність від світської влади на місцях, оскільки зловживання князями правом інвеститури призводило до того, що місцеві єпископи дедалі менше залежали від київського митрополита.
На зібранні у Владимирі на Клязьмі (14 березня 1227 р.) він з єпископами у присутності князя Юрія II посвятив архімандрита Митрофана в єпископи (судячи з джерел, саме тоді затвердили рішення про хрещення карел). У квітні 1231 року, під час собору в Києві, Кирило рукоположив у єпископи архімандрита Спиридона на Новгородську кафедру та іменував єпископа Кирила (Ростовського) архієпископом Ростовським.
Митрополит мав також добрі стосунки з монастирями, особливо з Києво-Печерською лаврою. За Лаврентіївським літописом, 3 травня 1230 року Кирило разом з київським князем Володимиром Рюриковичем і багатьма киянами перебував на Богослужінні у святого Феодосія Печерського (під час цієї події стався сильний землетрус). У джерелах також підкреслюється, що митрополит «учителен зело і хитр учению Божественных книг» і був «учителем» для духовенства. Загалом літописи називають його «блаженним» і «святим», що свідчить про його високу оцінку серед сучасників.

## Відносини з князями
Кирило I користувався великим авторитетом у руських князів і неодноразово виступав посередником у міжусобицях. Уже у 1226–1227 роках, на прохання київського князя Володимира Рюриковича, митрополит намагався умирити конфлікт між володимирським князем Юрієм Всеволодовичем (з його союзниками Васильком і Всеволодом Костянтиновичами) та чернігівським князем Михайлом Всеволодовичем з одного боку, і курським князем Олегом Ігоревичем з іншого. За літописними відомостями, йому вдалося укласти мир між цими сторонами.
У 1228–1229 роках Кирило знову втручався в дипломатичні переговори – на цей раз між Києвом, Черніговом та Галицькою землею. Українські літописці повідомляють, що митрополит прибув до Галича з проханням князів Михаїла Чернігівського і Ярослава Володимирського домовитись з галицьким князем Данилом Романовичем, але перша спроба була безрезультатною. Проте невдовзі конфлікт був врегульований, як вважають дослідники, з посередництвом Кирила.
Великої успішності досяг Кирило у 1230–1231 роках у Северо-Східній Русі: тоді він очолив посольство від київського князя Володимира Рюриковича та чернігівського князя Михайла до північно-східних князівських родин. Його метою було примирити князя Ярослава Всеволодовича (Новгородського) та його брата, великого князя Юрія II, з князем Михайлом Чернігівським. Літопис розповідає, що Кирилові вдалося переконати Ярослава (який спочатку не бажав миритись) поважати старшого брата Юрія, «і… взяв мир з Михайлом». За результатами переговорів князі багатосердечно винагородили митрополита й отримали від нього благословення на мирне врядування.
Таким чином, митрополит Кирило відігравав роль миротворця. Його посередництво часто цінувалося владними особами, і він неодноразово «стримував» князів від відкритої війни. Водночас він намагався «огородити митрополію від влади світських правителів» і зберегти автономію церкви.

## Вплив на церковне і політичне життя
За діяльністю Кирила I історики відзначають його прагнення посилити роль митрополита й ієрархів як єдиної церковної влади. Певним свідченням цього є написи на його печатках, знайдених археологами: на звороті печаток викарбовано грецькою «Κύριλλος μοναχὸς… ἀρχιεπίσκοπος τῆς μητροπόλεως Ρωσίας», тобто «Кирило, монах, архієпископ митрополії Русі». Таке титулування вказувало на устремління митрополита підпорядкувати собі всіх єпископів Русі. У зв’язку з ростом княжої інвестиції в єпископські кафедри Кирило намагався звести місцевих єрархів до статусу своїх вікаріїв. Ця централістська тенденція перегукується з подальшою церковною політикою другорядного Кирила III, але її корені вже пов’язують із діяльністю Кирила I.
Політичне роздроблення Русі та зростання світської влади князів значно звужували реальні повноваження київського митрополита. У таких умовах Кирило I, намагаючись «усилити самостійність Руської церкви щодо князівської влади», долучився до складання церковних статутів (згадується формування «уставів» князя Володимира Юрійовича та Ярослава Всеволодовича) та використав підтримку нікейського патріарха для захисту церковних прав. З його діяльністю пов’язують початковий «книгошанський» рух підпорядкування єпископів митрополиту, що отримав подальший розвиток у другій половині XIII ст. під керівництвом Кирила III.

## Роль у культурному житті
Прямі відомості про культурну діяльність Кирила I обмежені. Як священнослужитель, він вів архієрейське та літургійне життя, активно співпрацюючи з монастирями. Наприклад, участь митрополита в урочистостях на честь преподобного Феодосія у Києво-Печерській лаврі вказує на його зв’язок із духовною культурою Русі. За переказами, саме за його митрополичого служіння до Русі було привезено чудотворний образ Святого Миколая з Херсонеса (Корсуня), хоча це повідомлення історично точно не підтверджено. У літературі серед текстів XII–XIV ст. інколи трапляються трактати, авторство яких приписували Кирилові, проте нині ці приписання вважаються помилковими.

## Помер і похований
Кирило I помер у 1233 році (точна дата невідома). За одними даними, він відійшов у вічність влітку 1233 року (між 10 червня і 15 серпня). Українські літописи без зазначення дати просто повідомляють про його смерть того року. Існує графіті на стіні Софійського собору, де вказано: «Месяця ноября 27 дня преставися рабъ Божий митрополитъ Кюрило»; оскільки літописи відносять кончину «Кирила II» до грудня, деякі дослідники вважають, що ця писемна пам’ятка фіксує дату кончини саме Кирила I (ймовірно 27 листопада 1233). Його могили в Софійському соборі не збереглося, але традиційно вважається, що митрополит був похований у цьому храмі – головному соборі Києва.

## Спадщина та історична оцінка
В історичній традиції Кирило I відомий насамперед як «Кирило Блаженний» (преблаженний) – епітет, яким його називає, наприклад, Галицький літопис. Слово «блаженний» і «святий», застосовані до нього стародавніми літописцями, свідчать про високу повагу, яку він здобув серед сучасників. Ідеалізуюче трактування його особи виражається і в тому, що було приписано йому тексти «Поучення» та «Правила», щоб підкреслити його моральне авторитет. Сучасні дослідники, втім, ставляться до цих атрибуцій скептично.
З точки зору історії церкви Кирило I сприймається як енергійний і відповідальний єрарх, який у нелегкий час Русі намагався зберегти церковну єдність і незалежність. Він активно сприяв примиренню міждворянських конфліктів, утверджував церковний устрій та захищав права духовенства. Його діяльність посилювала престиж Київської митрополії в період згасання давньоруської державності. Загалом Кирило I оцінюється як один з визначних митрополитів Русі XIII століття, «відмінний з-поміж інших архіпастирів».